# کمیت بدون بعد
کمیّت بدون بعد (به انگلیسی: Dimensionless quantity) در تحلیل ابعادی به کمیتی گفته می‌شود که فاقد یک واحد فیزیکی مشخص باشد. این نوع کمیت‌ها در فیزیک، ریاضی، علوم اقتصادی و مهندسی به چشم می‌خورد. این کمیت‌ها معمولاً از نسبت دو کمیت با واحدهای مشابه یا نسبت دو عبارت جبری با واحدهای یکسان تشکیل می‌شود. از مشهورترین این کمیت‌ها می‌توان به عدد پی π، عدد اویلر e و نسبت طلایی φ و درصد % اشاره کرد.